# Alfred Veliki
Alfred Veliki je bio kralj Veseksa (Vessex) od 871. do 899. godine. Presto je preuzeo od brata Etelreda (Aethelred) kada je Engleskoj pretila opasnost od Normana, protiv kojih ratuje četvrt veka. Protiv njih 878. odnosi pobedu kod Edingtona blizu Vestberija (Westbury).
Često ga upoređuju sa Karlom Velikim, stimulisao je razvoj kulturnog života u Engleskoj. Dao je da se sakupe zakoni sedam engleskih kraljevina. Iz ovih zakona se vidi razvoj engleskog prava, feudalizma i centralne vlasti. Prevodio je dela Orosija, Isidora i Bede.
U njegovo vreme se počela pisati Anglosaksonska hronika koja obuhvata period od 892−1154. godine. Ona sadrži legende, poput legende o Beovulfu iz VII veka.

## Literatura
- Vojna enciklopedija, Beograd, 1970, knjiga prva, strana 96.
- Abels, Richard P. (1988). Lordship and Military Obligation in Anglo-Saxon England. British Museum Press. стр. 58—78. ISBN 978-0-7141-0552-9.
- Abels, Richard (1998). Alfred the Great: War, Kingship and Culture in Anglo-Saxon England. Longman. ISBN 978-0-582-04047-2.
- Abels, Richard (2002). „Royal Succession and the Growth of Political Stability in Ninth-Century Wessex”. The Haskins Society Journal: Studies in Medieval History. 12: 83—97. ISBN 978-1-84383-008-5.
- Attenborough, F.L., ур. (1922). The laws of the earliest English kings. Cambridge University Press. стр. 52—53, 62—93, 98—101. Архивирано из оригинала 10. 10. 2016. г.
- Bately, Janet (1970). „King Alfred and the Old English Translation of Orosius”. Anglia. 88: 433—60.
- Bately, Janet (1990). „'Those books that are most necessary for all men to know': The Classics and late ninth-century England: a reappraisal”.  Ур.: Bernardo, Aldo S.; Levin, Saul. The Classics in the Middle Ages. Binghamtion, New York. стр. 45—78.
- Bately, Janet M. (2014). „Alfred as Author and Translator”.  Ур.: Nicole Guenther Discenza; Paul E. Szarmach. A Companion to Alfred the Great. Leiden: Brill. стр. 113—42. ISBN 9789004283763. doi:10.1163/9789004283763_006.
- BBC staff (17. 1. 2014). „Bone fragment 'could be King Alfred or son Edward'”. BBC News.
- Blackburn, M.A.S. (1998). „The London mint in the reign of Alfred”.  Ур.: Blackburn, M.A.S.; Dumville, D.N. Kings, Currency and Alliances: History and Coinage of Southern England in the 9th Century. стр. 105—24.
- „Bones confirmed as those of Saxon Princess Eadgyth”. University of Bristol. 17. 6. 2010. Архивирано из оригинала 24. 8. 2010. г.
- Bradshaw, Anthony (1999). The Burghal Hidage: Alfred's Towns. Архивирано из оригинала 16. 7. 2011. г.
- Brooks, Nicholas (1984). The Early History of the Church of Canterbury: Christ Church from 597 to 1066. стр. 172—73.
- Brooks, N.P.; Graham-Campbell, J.A. (1986). „Reflections on the Viking-age silver hoard from Croydon, Surrey”. Anglo-Saxon Monetary History: Essays in Memory of Michael Dolley. стр. 91—110.
- Cannon, John (1997). The Oxford Companion to British History. Oxford: Oxford University Press. ISBN 0-19-866176-2.
- Charles-Edwards, T. M. (2013). Wales and the Britons 350–1064. Oxford, UK: Oxford University Press. ISBN 978-0-19-821731-2.
- The Church Monuments Society (29. 1. 2014). „The Post-Mortem Adventures Of Alfred The Great”. The Church Monuments Society. Приступљено 7. 2. 2016.
- Cohen, Tamara (27. 3. 2013). „Could these be the bones of Alfred the Great?”. IOL Scitech. Приступљено 3. 10. 2017.
- Costambeys, Marios (2004). „Ealhswith (d. 902)”. Oxford Dictionary of National Biography. Oxford University Press. doi:10.1093/ref:odnb/39226. Архивирано из оригинала 26. 6. 2020. г. (subscription or UK public library membership required)
- „HomeHistory of the Monarchy: English Monarchs (400 AD – 1603): The Anglo-Saxon kings:Alfred 'The Great' (r. 871–899)”. The official website of the British Monarchy. 2011. Архивирано из оригинала 1. 10. 2017. г.
- Craig, G (мај 1991). „Alfred the Great: a diagnosis”. Journal of the Royal Society of Medicine. 84 (5): 303—05. PMC 1293232 . PMID 1819247. doi:10.1177/014107689108400518.
- Crofton, Ian (2006). The Kings & Queens of England. Quercus Publishing. стр. 8. ISBN 978-1-84724-628-8.
- „Great Britons 11–100”. BBC. 21. 8. 2002. Архивирано из оригинала 4. 12. 2002. г.
- Dumville, David (1992). Wessex and England from Alfred to Edgar : six essays on political, cultural, and ecclesiastical revival. Woodbridge, Suffolk: Boydell Press. ISBN 978-0-85115-308-7.
- Dumville, David (1979). „The ætheling: a study in Anglo-Saxon constitutional history”. Anglo-Saxon England. 8: 1—33. doi:10.1017/s026367510000301x.
- Dumville, David (1986). „The West Saxon Genealogical List: Manuscripts and Texts”. Anglia. 104: 1—32. ISSN 0340-5222. S2CID 162322618. doi:10.1515/angl.1986.1986.104.1.
- Dodson, Aidan (2004). The Royal Tombs of Great Britain. London: Duckworth.
- Dumville, David (1996).  Fryde, E. B.; Greenway, D. E.; Porter, S.; Roy, I, ур. Handbook of British Chronology (3rd with corrections изд.). Cambridge: Cambridge University Press. ISBN 0-521-56350-X.
- Dunstan, St (1992).  Ramsey, Nigel; Sparks, Margaret; Tatton-Brown, Tim, ур. St Dunstan:His Life, Times, and Cult. Woodbridge, Suffolk, UK: Boydell Press. ISBN 0-8511-5301-1.
- Edwards, Heather (2004). „Ecgberht [Egbert] (d. 839)”. Oxford Dictionary of National Biography. Oxford University Press. doi:10.1093/ref:odnb/8581. Архивирано из оригинала 21. 6. 2020. г. (subscription or UK public library membership required)
- Fleming, Robin (1985). „Monastic lands and England's defence in the Viking Age”. English Historical Review. 100 (395): 247—65. doi:10.1093/ehr/C.CCCXCV.247.
- Foot, Sarah (2011). Æthelstan: The First King of England. New Haven and London: Yale University Press. ISBN 978-0-300-12535-1.
- Gifford, Edwin; Gifford, Joyce (2003). „Alfred's new longships”.  Ур.: Reuter, Timothy. Alfred the Great (Studies in early medieval Britain). стр. 281—89. ISBN 978-0-7546-0957-5.
- Giles, J. A.; Ingram, J., ур. (1996). The Anglo-Saxon Chronicle. Project Gutenberg. Архивирано из оригинала 29. 6. 2011. г. — "Note: This electronic edition [of the Anglo-Saxon Chronicle] is a collation of material from nine diverse extant versions of the Chronicle. It contains primarily the translation of Rev. James Ingram, as published in the [1847] Everyman edition". It was "Originally compiled on the orders of King Alfred the Great, approximately A.D. 890, and subsequently maintained and added to by generations of anonymous scribes until the middle of the 12th Century".
- Gransden, Antonia (1996). Historical Writing in England: c. 500 to c. 1307. London: Routledge. ISBN 0-415-15124-4.
- Gregory I, Pope; Alfred, King of England (1871).  Sweet, Henry, ур. King Alfred's West-Saxon version of Gregory's Pastoral care. London: N. Trübner & Company for the Early English text society. Архивирано из оригинала 22. 3. 2016. г.
- Hill, David; Rumble, Alexander R., ур. (1996). The Defence of Wessex: The Burghal Hidage and Anglo-Saxon Fortifications. Manchester: Manchester University Press. ISBN 0-719-03218-0.
- Hollister, C. Warren (1962). Anglo-Saxon Military Institutions on the Eve of the Norman Conquest. Oxford: Clarendon Press.
- Horspool, David (2006). Why Alfred Burned the Cakes. London: Profile Books. ISBN 1-8619-7786-7.
- Hull, Lise E. (2006). Britain's Medieval Castles. Westport, CT: Praeger. ISBN 978-0-275-98414-4.
- Hunt, William (1889). „Ethelbald (d.860)”.  Ур.: Stephen, Leslie. Речник националне биографије. 18. London: Smith, Elder & Co. стр. 16.
- Huntingdon, Henry (1969). „Histories”.  Ур.: Giles, J.A. Memorials of King Alfred: being essays on the history and antiquities of England during the ninth century, the age of King Alfred, by various authors. Burt Franklin research & source works series (287). New York: Burt Franklin.
- Huscroft, Richard (2019). Making England 796-1042. Abingdon, UK: Routledge. ISBN 978-1-138-18246-2.
- Jackson, F I (јануар 1992). „Letter to the editor: Alfred the Great: a diagnosis”. Journal of the Royal Society of Medicine. 85 (1): 58. PMC 1293470 . PMID 1610468.
- Kalmar, Tomas (2016a). „Born in the Margin: The Chronological Scaffolding of Asser's Vita Ælfredi”. Peritia. 17: 79—98. ISSN 0332-1592. doi:10.1484/J.PERIT.5.112197.
- Kalmar, Tomas (2016b). „Then Alfred took the Throne and then what? Parker's Error and Plummer's Blind Spot”.  Ур.: Volodarskaya, Emma; Roberts, Jane. Language, Culture and Society in Russian/English Studies: the Proceedings of the Sixth Conference 27-28 July 2015. London, Senate House: University of London. стр. 37—83. ISBN 978-5-88966-097-2. Архивирано из оригинала 28. 6. 2020. г.
- Kennedy, Maev (27. 3. 2013). „'Alfred the Great' bones exhumed from unmarked grave”. The Guardian.
- Keynes, Simon; Lapidge, Michael (1983). Alfred the Great, Asser's Life of King Alfred and other contemporary sources. Harmondsworth, England: Penguin. ISBN 0-14-044409-2.
- Keynes, Simon (1993). „The Control of Kent in the Ninth Century”. Early Medieval Europe. 2 (2): 111—31. ISSN 1468-0254. doi:10.1111/j.1468-0254.1993.tb00013.x.
- Keynes, Simon (1995). „England, 700–900”.  Ур.: McKitterick, Rosamond. The New Cambridge Medieval History. II. Cambridge, UK: Cambridge University Press. стр. 18—42. ISBN 978-0-521-36292-4.
- Keynes, Simon (1998). „Alfred and the Mercians”.  Ур.: Blackburn, Mark A.S.; Dumville, David N. Kings, currency, and alliances: history and coinage of southern England in the ninth century. Woodbridge: Boydell & Brewer. стр. 1—46. ISBN 978-0-85115-598-2.
- Keynes, Simon (1999). „King Alfred the Great and Shaftesbury Abbey”. Studies in the Early History of Shaftesbury Abbey. Dorset County Council. ISBN 9780852168875. OCLC 41466697.
- Keynes, Simon (2014). „Asser”.  Ур.: Lapidge, Michael; Blair, John; Keynes, Simon; Scragg, Donald. The Wiley Blackwell Encyclopedia of Anglo-Saxon England (Second изд.). Chichester, UK: Blackwell Publishing. стр. 51—52. ISBN 978-0-470-65632-7.
- Keys, David (17. 1. 2014). „Bones of King Alfred the Great believed to have been found in a box at Winchester City Museum”. The Independent.
- Kirby, D. H. (2000). The Earliest English Kings (Revised изд.). London: Routledge. ISBN 978-0-415-24211-0.
- Kiernan, Kevin S. (1998). „Alfred the Great's Burnt Boethius”.  Ур.: Bornstein, George; Tinkle, Theresa. The Iconic Page in Manuscript, Print, and Digital Culture. Ann Arbor: University of Michigan Press.
- Lapidge, Michael (2001).  Blair, John; Keynes, Simon; Scragg, Donald, ур. The Blackwell Encyclopaedia of Anglo-Saxon England. London, UK: Blackwell. ISBN 0-631-22492-0.}}
- Lavelle, Ryan (2010). Alfred's Wars: Sources and Interpretations of Anglo-Saxon Warfare in the Viking Age. Woodbridge, Suffolk: Boydel Press. ISBN 978-1-84383-569-1.
- Loyn, H.R (1991). Anglo-Saxon England and the Norman Conquest. Harlow, Essex: Longman Group. ISBN 0-582-07297-2.
- Lavelle, Ryan (2003). Fortifications in Wessex c. 800-1066. Oxford: osprey Publishing. ISBN 978-1-84176-639-3.
- Malmesbury, William (1904).  Giles, J.A., ур. Chronicle of the Kings of England. London: George Bell and Sons. Архивирано из оригинала 25. 2. 2013. г.
- Miller, Sean (2004). „Æthelred [Ethelred] I (d. 871)”. Oxford Dictionary of National Biography. Oxford University Press. doi:10.1093/ref:odnb/8913. Архивирано из оригинала 19. 2. 2020. г. (subscription or UK public library membership required)
- Merkle, Benjamin (2009). The White Horse King: The Life of Alfred the Great. New York: Thomas Nelson. стр. 220. ISBN 978-1-59555-252-5.
- Morgan, Kenneth O.; Corbishley, Mike; Gillingham, John; Kelly, Rosemary; Dawson, Ian; Mason, James (1996). „The kingdoms in Britain & Ireland”. The Young Oxford History of Britain & Ireland. Walton St., Oxford: Oxford University Press. ISBN 019-910035-7.
- Nares, Robert (1859). A Glossary; or Collection of Words, Phrases, Names and Allusions to Customs, Proverbs, etc., Which Have Been Thought to Require Illustration in the Works of English Authors, Particularly Shakespeare and His Contemporaries. London: John Russel Smith.
- Nelson, Janet (1999). Rulers and Ruling Families in Early Medieval Europe. Aldershot: Ashgate. ISBN 0-86078-802-4.
- Nelson, Janet (2003). „Alfred's Carolingian Contemporaries”.  Ур.: Reuter, Timothy. Alfred the Great. Aldershot, UK: Ashgate. стр. 293—310. ISBN 978-0-7546-0957-5.
- Nelson, Janet (2004). „Æthelwulf (d. 858)”. Oxford Dictionary of National Biography. Oxford University Press. doi:10.1093/ref:odnb/8921. (subscription or UK public library membership required)
- Peddie, John (1989). Alfred the Good Soldier. Bath, UK: Millstream Books. ISBN 978-0-948975-19-6.
- Orosius, Paulus; Hampson, Robert Thomas (1855). A Literal Translation of King Alfred's Anglo-Saxon Version of the Compendious History of the World. Longman. стр. 16.
- Parker, Joanne (2007). 'England's Darling'. Manchester: Manchester University Press. ISBN 978-0-7190-7356-4.
- Paul, Suzanne (2015). „Alfred the Great's Old English translation of Gregory the Great's Pastoral Care (MS Ii.2.4)”. Cambridge Digital Library. Архивирано из оригинала 3. 7. 2015. г.
- Plummer, Charles (1911). „Alfred the Great”.  Ур.: Chisholm, Hugh.  (на језику: енглески). 01 (11 изд.). Cambridge University Press. стр. 582—584.
- Pratt, David (2007). The political thought of King Alfred the Great. Cambridge Studies in Medieval Life and Thought: Fourth Series. 67. Cambridge University Press. ISBN 978-0-521-80350-2.
- Preston, Richard A; Wise, Sydney F; Werner, Herman O (1956). Men in Arms: A History of Warfare and Its Interrelationships with Western Society. New York: Frederick A. Praeger.
- Ranft, Patricia (2012). How the Doctrine of Incarnation Shaped Western Culture. Plymouth, England: Lexington Books. ISBN 978-0-7391-7432-6.
- Savage, Anne (1988). Anglo-Saxon Chronicles. Papermac. стр. 288. ISBN 0-333-48881-4.
- Schepss, Dr. G. (1895). „Zu König Alfreds Boethius”. Archiv für das Studium der neueren Sprachenv. xciv: 149—60.
- Sedgefield, W.J. (1900). King Alfred's version of the Consolations of Boethius. Oxford: Clarendon Press.
- Smyth, Alfred P. (1995). King Alfred the Great. Oxford: Oxford University Press. ISBN 0-19-822989-5.
- Stenton, Frank M. (1971). Anglo-Saxon England (3rd изд.). Oxford: Oxford University Press. ISBN 978-0-19-280139-5.
- Swanton, Michael, ур. (2000). The Anglo-Saxon Chronicles. London, UK: Phoenix. ISBN 978-1-84212-003-3.
- Tait, James (1999). The Medieval English Borough. Manchester: Manchester University Press. ISBN 0-7190-0339-3.
- Welch, Martin (1992). Anglo-Saxon England. London: English Heritage. ISBN 0-7134-6566-2.
- Whitelock, Dorothy, ур. (1996). English historical documents. Volume 1, C. 500–1042 (2nd изд.). Routledge. ISBN 978-0-203-43950-0.
- Woodruff, Douglas (1993). The Life And Times of Alfred the Great. London, UK: Weidenfeld and Nicolson. ISBN 978-0-297-83194-5.
- Wormald, Patrick (2001) [1999]. The Making of English Law: King Alfred to the Twelfth Century. стр. 528. ISBN 978-0-631-22740-3.
- Wormald, Patrick (2006). „Alfred [Ælfred] (848/9–899)”. Oxford Dictionary of National Biography. Oxford University Press. doi:10.1093/ref:odnb/183. Архивирано из оригинала 7. 5. 2019. г. (subscription or UK public library membership required)
- Yorke, Barbara (1990). Kings and Kingdoms of Early Anglo-Saxon England. London, UK: Routledge. ISBN 978-0-415-16639-3.
- Yorke, Barbara (1995). Wessex in the early Middle Ages. Leicester: Leicester University Press. ISBN 978-0-7185-1856-1.
- Yorke, Barbara (1999). „Alfred the Great: The Most Perfect Man in History?”. History Today. Архивирано из оригинала 9. 2. 2016. г.
- Yorke, Barbara (2004). „Cerdic (fl. 6th cent.”. Oxford Dictionary of National Biography. Oxford University Press. doi:10.1093/ref:odnb/5003. Архивирано из оригинала 19. 6. 2020. г. (subscription or UK public library membership required)
- Yorke, B.A.E. (2001). „Alfred, king of Wessex (871–899)”.  Ур.: Lapidge, Michael;  . The Blackwell Encyclopaedia of Anglo-Saxon England. Blackwell Publishing. стр. 27—28. ISBN 978-0-631-15565-2.
- Discenza, Nicole; Szarmach, Paul, ур. (2015). A Companion to Alfred the Great. Leiden, Netherlands: Brill. ISBN 978-90-04-27484-6.
- Fry, Fred (2006). Patterns of Power: The Military Campaigns of Alfred the Great. ISBN 978-1-905226-93-1.
- Giles, J. A., ур. (1858). The Whole Works of King Alfred the Great (Jubilee in 3 vols изд.). Oxford and Cambridge.
- Godden, M. R. (2007). „Did King Alfred Write Anything?”. Medium Ævum. 76 (1): 1—23. ISSN 0025-8385. JSTOR 43632294. doi:10.2307/43632294.
- Heathorn, Stephen (децембар 2002). „The Highest Type of Englishman: Gender, War, and the Alfred the Great Commemoration of 1901”. Canadian Journal of History. 37 (3): 459—84. PMID 20690214. doi:10.3138/cjh.37.3.459 .
- Irvine, Susan (2006). „Beginnings and Transitions: Old English”.  Ур.: Mugglestone, Lynda. The Oxford History of English. Oxford, UK: Oxford University Press. ISBN 978-0-19-954439-4.
- Pollard, Justin (2006). Alfred the Great: the man who made England. ISBN 0-7195-6666-5.
- Reuter, Timothy, ур. (2003). Alfred the Great. Studies in early medieval Britain. ISBN 978-0-7546-0957-5.

## Spoljašnje veze
- Winchester Museums Service (4. 12. 2009). „Summary of Hyde Community Archaeology Project (completed in 1999)”. Winchester Council. Архивирано из оригинала 13. 7. 2010. г.
- Townsend, Ian (3. 1. 2008). „Statue damage quiz man bailed”. Wantage Herald. Архивирано из оригинала 2. 7. 2017. г.